# Stuart Price
Stuart David Price (Paris, 9 de setembro de 1977) é um músico, DJ, compositor e produtor musical britânico, também conhecido pelas alcunhas Les Rythmes Digitales, Jacques Lu Cont, Man With Guitar, Thin White Duke, 00260299855 IPI, Pour Homme e Tracques, além de integrar os grupos Zoot Woman, e Paper Faces.
Já produziu trabalhos de muitos artistas como Madonna, Dua Lipa, The Killers, Brandon Flowers, New Order, Pet Shop Boys, Kylie Minogue, Gwen Stefani, Take That, Missy Elliott, Scissor Sisters, Seal, e Keane, entre outros.